# Condado de Hancock (Illinois)
O Condado de Hancock é um dos 102 condados do Estado americano de Illinois. A sede do condado é Carthage, e sua maior cidade é Carthage. O condado possui uma área de 2 110 km² (dos quais 52 km² estão cobertos por água), uma população de 20 121 habitantes, e uma densidade populacional de 10 hab/km² (segundo o censo nacional de 2000). O condado foi fundado em 13 de janeiro de 1825.